# رادینووو
رادینووو (به بلغاری: Radinovo) یک منطقهٔ مسکونی در بلغارستان است که در استان پلوودیو واقع شده‌است. رادینووو ۱۳٫۰۶۵ کیلومتر مربع مساحت و ۶۱۸ نفر جمعیت دارد و ۱۷۲ متر بالاتر از سطح دریا واقع شده‌است.